# Sidosari (Salaman)
Sidosari is een bestuurslaag in het regentschap Magelang van de provincie Midden-Java, Indonesië. Sidosari telt 2318 inwoners (volkstelling 2010).